# Meurthe (département)
Pour les articles homonymes, voir Meurthe.
1790–1871
Entités précédentes :
- Grand-gouvernement de Lorraine-et-Barrois
- Comté de Dabo

Entités suivantes :
- Meurthe-et-Moselle
- District de Lorraine

Le département de la Meurthe est un ancien département français, existant entre 1790 et 1871 et dont le chef-lieu est Nancy. 
Il tire son nom de la rivière de la Meurthe et compte 428 387 habitants en 1866 appelés les Meurthois.
Sa disparition est liée à la défaite française de 1870, qui a pour conséquence l'annexion de l'Alsace-Lorraine par l'Empire allemand en 1871 via le traité de Francfort.

## Géographie
Ce département était borné au nord par celui de la Moselle, à l'est par celui du Bas-Rhin, au sud par celui des Vosges, à l'ouest par celui de la Meuse. D'après le cadastre, sa superficie était de 609 406 hectares et 59 ares, dont environ 186 000 hectares recouverts de forêts vers 1862. Il était traversé par quatre rivières principales : la Sarre, la Meurthe, la Moselle et la Seille.
Ce territoire administratif présentait par ailleurs un terrain inégal, s'élevant de l'ouest à l'est ; il n'y avait ni plaines bien étendues ni montagnes proprement dites ; il se divisait en vallons nombreux par une multitude de collines qui n'avaient généralement pas plus de 200 mètres d'élévation. Cependant la partie orientale renfermait, sur environ 6 myriamètres et demi de longueur, une portion du revers occidental des Vosges, dont la chaîne se dirige du sud au nord, presque parallèlement au cours du Rhin. 
Ce département ne présentait point de terrains dits « d'épanchement » ; il ne renfermait que des terrains stratifiés, étant seulement au nombre de 11, à savoir : le grès rouge, le grès des Vosges, le grès bigarré, le muschelkalk, les marnes irisées, le grès infraliasique, le calcaire à gryphées arquées, l'oolithe inférieure avec les marnes supraliasiques, l'oolithe moyenne, le terrain diluvien et le terrain moderne.

## Histoire

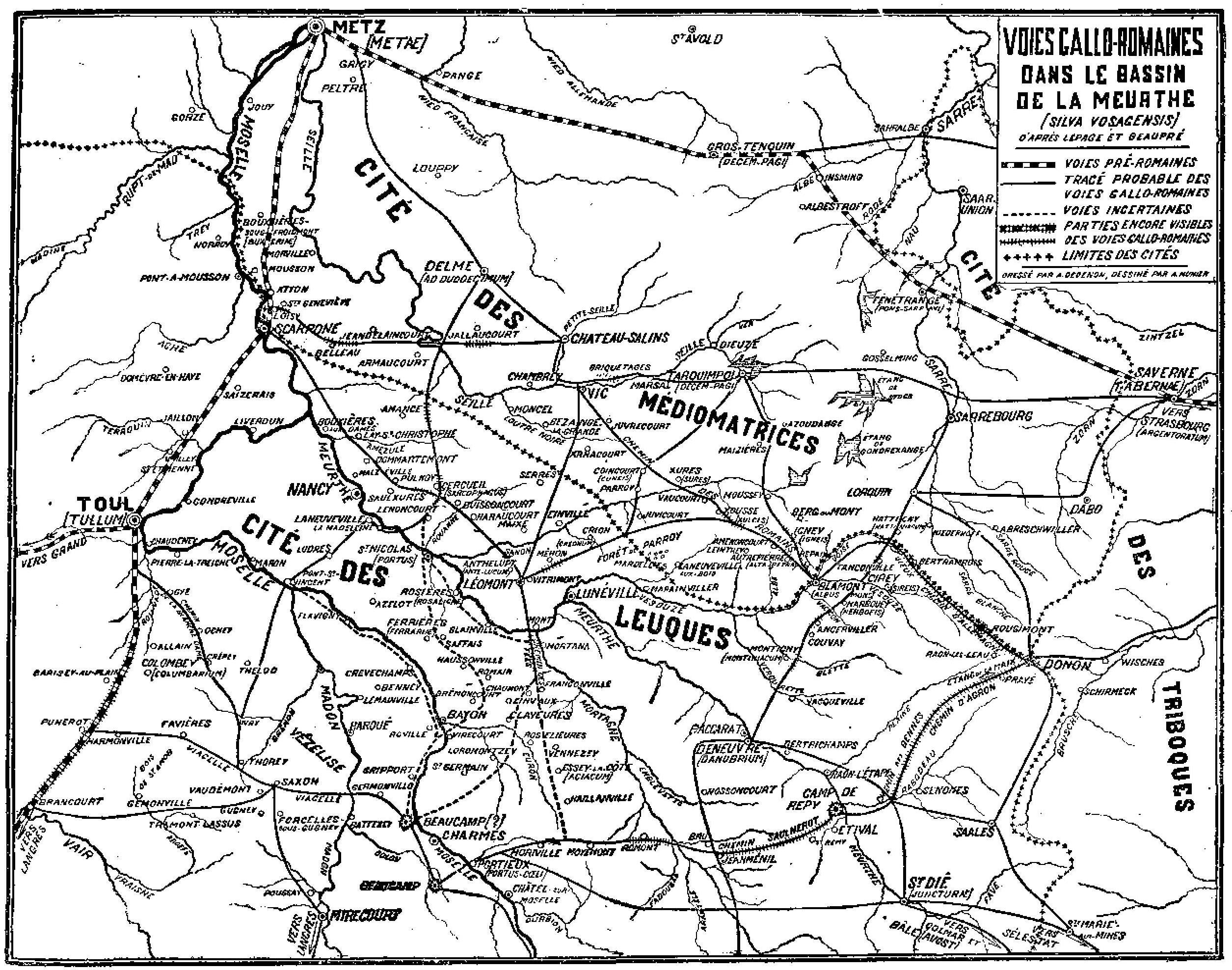
Carte des voies gallo-romaines dans le bassin de la Meurthe.

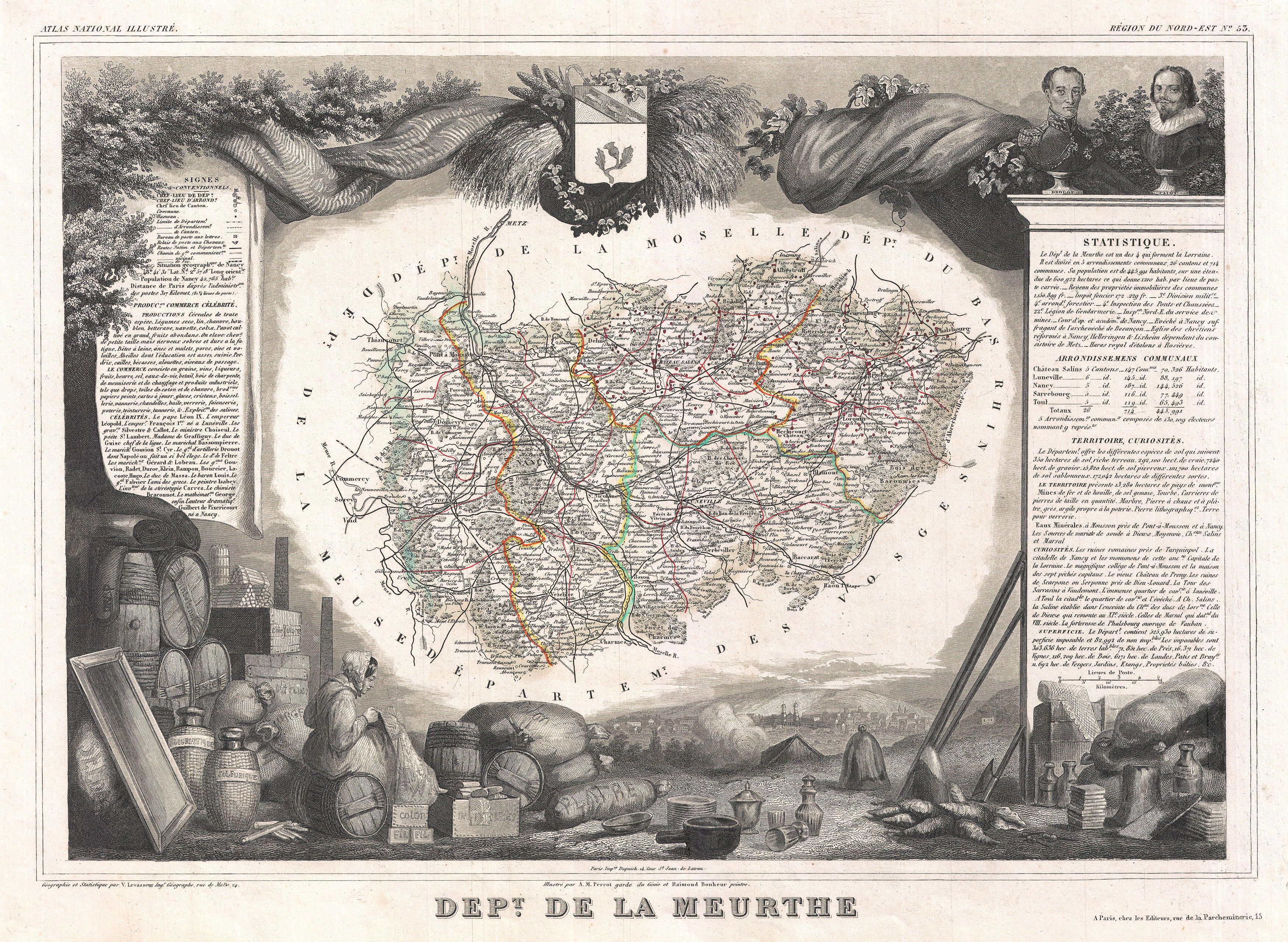
Carte de Levasseur de 1852.

Créé par décret du 27 janvier 1790 sous le nom provisoire de « département de Lorraine » à partir d'une partie de la province de Lorraine, il fut partagé en 9 districts, 74 cantons et 720 municipalités ou communes. Ces districts étaient : Blâmont, Dieuze, Lunéville, Nancy, Pont-à-Mousson, Sarrebourg, Toul, Vézelise et Vic, qui prendra ensuite le nom de district de Château-Salins. Entre 1790 et 1795, l'administration du département siégeait alternativement à Nancy et à Lunéville. La loi du 28 pluviôse an VIII et l'arrêté des consuls du 17 ventôse suivant, modifièrent cette organisation : les districts furent supprimés et le département de la Meurthe fut partagé en 5 arrondissements et en 71 cantons avec Nancy comme préfecture ; ses sous-préfectures étaient Château-Salins, Lunéville, Sarrebourg et Toul.

Carte de la Meurthe, 1790.

L'arrêté du Gouvernement du 17 frimaire an X divisa le département en 29 cantons ou arrondissements de justices de paix, en maintenant les 5 arrondissements précédemment créés. Ces dernières divisions reçurent encore elles-mêmes quelques modifications : en 1819, la commune de Barbonville fut détachée du canton de Gerbéviller et réunie à celui de Bayon ; l'année suivante, Bouxières-aux-Chênes passa du canton de Nomeny dans celui de Nancy-Est ; Hartzviller du canton de Phalsbourg dans celui de Sarrebourg, auquel fut aussi attribuée la commune de Rhodes, qui dépendait auparavant de celui de Lorquin. En 1821, la commune de Nonhigny fut détachée de l'arrondissement de Sarrebourg pour passer dans celui de Lunéville, d'autre part sept communes de l'arrondissement de Toul, à savoir : Belleville et Dieulouard (du canton de Domêvre), Norroy, Pagny, Prény, Vandières et Villers-sous-Prény (du canton de Thiaucourt), furent réunies à l'arrondissement de Nancy et au canton de Pont-à-Mousson.
Du 19 juin au 23 novembre 1793, le canton de Drulingen dépend du district de Sarrebourg et le canton de Wolfskirchen dépend du district de Dieuze, ces deux cantons sont ensuite rattachés au Bas-Rhin. Le comté de Dabo est intégré de facto à la France en 1793, puis de jure en 1801 via le traité de Lunéville : la plupart des localités qu'il comprenait sont alors intégrées au département de la Meurthe.
Dans un souci de régulariser la ligne séparative avec le Bas-Rhin, le conseil général de la Meurthe prit le 25 juin 1818 une délibération demandant le rattachement au canton de Fénétrange de cinq communes du Bas-Rhin : Baerendorf, Hirschland, Rauwiller, Kirrberg, Gœrlingen. Mais ce souhait n'eut aucune suite favorable car le ministre de la justice y transmit un avis négatif.

Redécoupage des frontières départementales à la suite de l'annexion de 1871.

En 1871, le traité de Francfort, par lequel l'Empire allemand annexait la plus grande partie de l'Alsace et un quart de la Lorraine, amputa le nord-est du département, dont les arrondissements de Château-Salins et de Sarrebourg. La partie restante constitua, avec l'arrondissement de Briey, partie non annexée du département de la Moselle, le nouveau département de Meurthe-et-Moselle, rendant ainsi hommage au département perdu par la France.
Après que les parties annexées d'Alsace et de Lorraine furent à nouveau françaises par le traité de Versailles en 1919, les anciennes limites de départements ne furent jamais reconstituées. La commune de Raon-lès-Leau revendique toujours sa forêt de 1 000 hectares exigée par Bismarck pour s'assurer le contrôle du sommet stratégique du Donon en échange du maintien de la gare d'Avricourt en territoire français et conservée depuis par la commune bas-rhinoise de Grandfontaine, laquelle dépendait du département des Vosges jusqu'en 1871.

### Situation linguistique

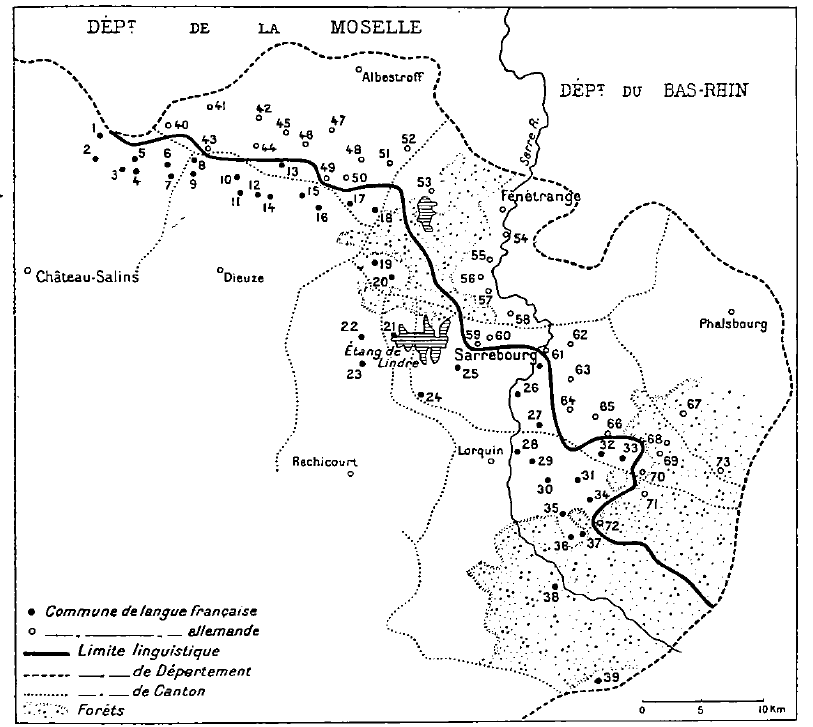
La frontière linguistique du département à l'époque du premier Empire (1804-1815).

En 1806, le département de la Meurthe avait 41 795 locuteurs germanophones.
Louis Antoine Michel indique en 1822 qu'il y a deux caractères bien distincts dans le langage des habitants de la Meurthe, que la langue de la population de l'Est n'a rien de commun avec celle du reste du département. Soit : un français  « cadencé et un peu chantant » pour une part, et un dialecte allemand pour l'autre. Il indique aussi que dans les principales villes, on parle avec assez de pureté, sans accent marqué.
Dans son Dictionnaire de 1836, l'abbé  E. Grosse décrit le langage usité dans ce département comme suit : « Ce langage est varié, car on y trouve le français, le patois dit de Lorraine et le patois des Vosges, enfin l'allemand classique et le patois allemand ». « la langue française est assez purement parlée dans les villes, mais on reproche aux habitants l'accent cadencé de leur prononciation ». « Quant au peuple des campagnes, son langage est rude et son accent guttural, surtout dans les communes qui avoisinent la Lorraine allemande et les Vosges. On rencontre certaines localités où le français est peu compris ».
Selon Henri Lepage, l'arrondissement de Sarrebourg comprenait 60 communes germanophones en 1843. Au milieu du XIXe siècle, dans 59 de ces communes, le français y était « ni parlé ni compris » d'après un rapport du Conseil d'arrondissement de Sarrebourg. Un rapport du procureur impérial de Sarrebourg de 1854 mentionne également ces 59 municipalités à propos de leurs représentants de l'autorité qui ne savent pas non plus le français. Il s'ensuit que, pour la rédaction des actes de l'état civil, la délivrance des certificats et autres renseignements de toute nature, il faut s'en rapporter à des agents inconnus qui interprètent et traduisent comme ils le jugent les demandes et les réponses de l'autorité. Le premier président de la cour impériale de Nancy, parle également de ses interprètes qui sont choisis parmi les hommes et « dont la loyauté douteuse ne donne que bien peu de garanties à la justice ». De par le fait, les instructions criminelles ne se font dans les communes germanophones qu'avec une insurmontable difficulté.
Outre l'arrondissement sarrebourgeois, une autre entité administrative inclut des communes germanophones, il s'agit du canton d'Albestroff : Henri Lepage les indique avec la mention « cette commune est allemande » ou bien « cette commune est allemande et française » quand il s'agit d'une commune bilingue.
Au niveau scolaire, concernant les arrondissements de Château-Salins et de Sarrebourg, le Conseil académique de la Meurthe révèle dans son rapport de 1852 que 33 instituteurs ne connaissent pas la langue française. Un autre rapport de 1862 déclare que 21 institutrices ignorent complètement le français. Enfin, un rapport non daté de l'inspecteur d'académie de la Meurthe indique qu'au moment où les jeunes quittent l'école vers l'âge de 13 ou 14 ans, après en avoir suivi les exercices pendant cinq ou six années, ils ne sont en général pas beaucoup plus en état d'entendre et de parler le français que quand ils quittent la salle de classe.

## Démographie
| 1801    | 1806    | 1831    |
| ------- | ------- | ------- |
| 338 115 | 365 810 | 415 568 |

| 1836    | 1841    | 1851    |
| ------- | ------- | ------- |
| 424 366 | 444 603 | 450 423 |

| 1856    | 1861    | 1866    |
| ------- | ------- | ------- |
| 424 373 | 428 643 | 428 387 |

## Administration

### Divisions territoriales

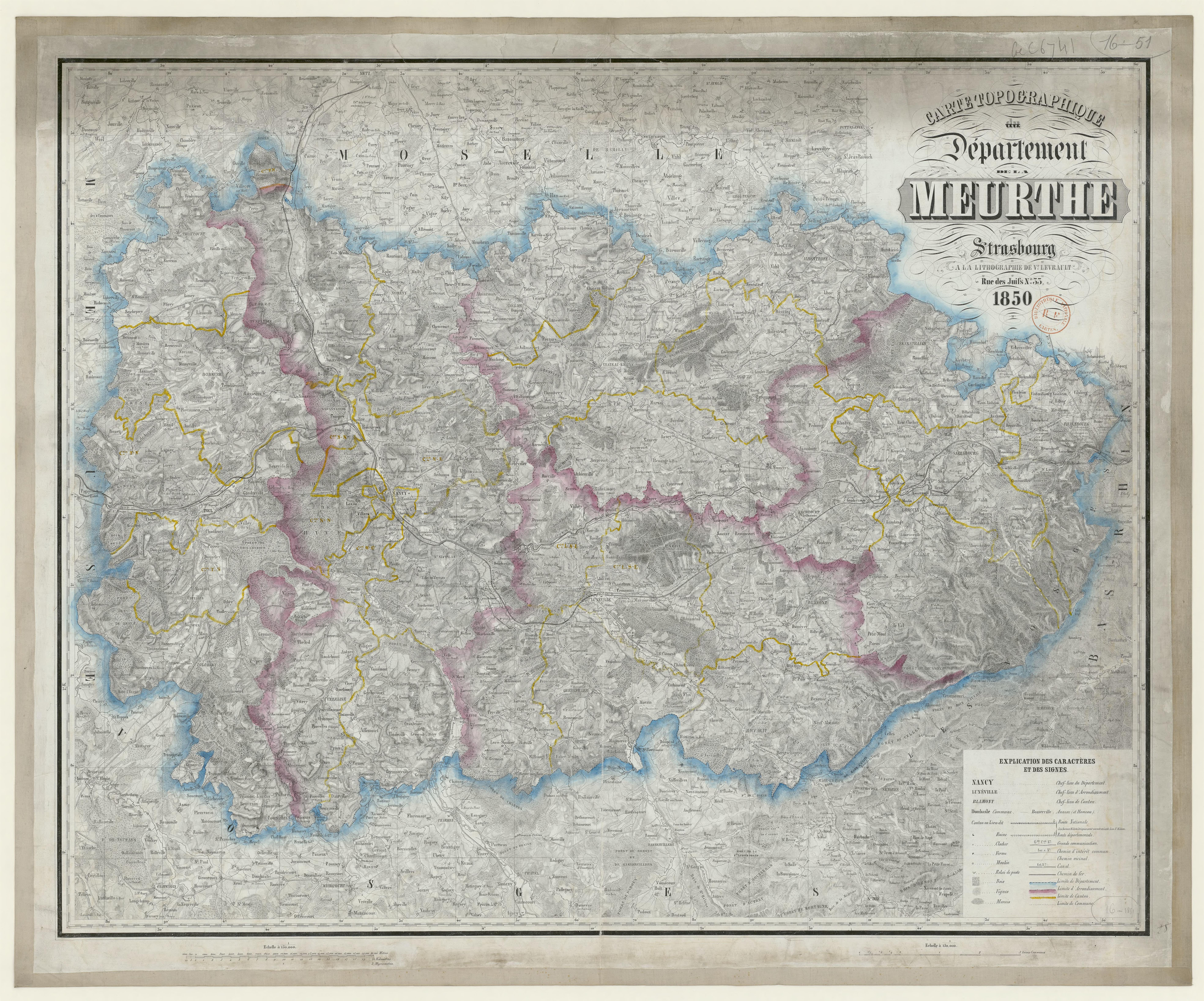
La Meurthe en 1850, les arrondissements sont délimités en violet et les cantons en jaune.

En 1862, ce département inclut 714 communes, 29 cantons et 5 arrondissements.
- Arrondissement de Château-Salins (5 cantons) : 
  - canton d'Albestroff
  - canton de Château-Salins
  - canton de Delme
  - canton de Dieuze
  - canton de Vic-sur-Seille
- Arrondissement de Lunéville (8 cantons, puis 6) : 
  - canton de Baccarat
  - canton de Bayon
  - canton de Blâmont
  - canton de Gerbéviller
  - canton d'Haroué (jusqu'en 1821)
  - canton de Lunéville-Nord
  - canton de Lunéville-Sud-Est (appelé Lunéville-Sud à partir de 1825)
  - canton de Vézelise (jusqu'en 1821)
- Arrondissement de Nancy (6 cantons, puis 8) : 
  - Haroué (à partir de 1821)
  - canton de Nancy-Est
  - canton de Nancy-Nord
  - canton de Nancy-Ouest
  - canton de Nomeny
  - canton de Pont-à-Mousson
  - canton de Saint-Nicolas-de-Port
  - Vézelise (à partir de 1821)
- Arrondissement de Sarrebourg (5 cantons) : 
  - canton de Fénétrange
  - canton de Lorquin
  - canton de Phalsbourg
  - canton de Réchicourt-le-Château
  - canton de Sarrebourg
- Arrondissement de Toul (5 cantons) : 
  - canton de Colombey
  - canton de Domèvre-en-Haye
  - canton de Thiaucourt
  - canton de Toul-Nord
  - canton de Toul-Sud

### Conseil général
En 1830 le Conseil général est composé de vingt membres ; il se renouvelle par tiers tous les 5 ans et s'assemble chaque année au jour fixé par une ordonnance royale. Il nomme un de ses membres pour président, un autre  pour secrétaire. La durée de sa session ne peut excéder 15 jours (loi du 28 pluviose an 8). A titre d'exemple, le comte Dubois de Riocour fut le président de la session de 1829.

### Liste des préfets
| Période          | Période          | Identité                                    | Fonction précédente | Observation |
| ---------------- | ---------------- | ------------------------------------------- | --- | --- |
| 19 mars 1800     | 22 novembre 1808 | Jean-Joseph Marquis                         | Député des États généraux de 1789 (Bailliage de Bar-Le-Duc), Membre de l'Assemblée constituante, de la Convention nationale, du Conseil des Cinq-Cents | Cesse ses fonctions de préfet pour raison de cécité. Devient en 1811 député du département de la Meuse au Corps législatif (Premier Empire) |
| 29 octobre       | 30 novembre 1813 | Honoré Jean Riouffe                         | Préfet de la Côte-d'Or (Préfet de la Vienne, non-acceptant pour raison de santé)                                                                       | Mort en fonction |
| 15 décembre 1813 | début 1814       | Jean-Baptiste Maximilien Villot de Fréville | Membre du Tribunat Préfet de Jemmapes Intendant de la province de Valence Préfet de Vaucluse                                                           | Maître des requêtes (première Restauration) Conseiller d'État (seconde Restauration) Pair de France (Monarchie de Juillet)                  |

| Période    | Période      | Identité     | Fonction précédente                                                    | Observation |
| ---------- | ------------ | ------------ | ---------------------------------------------------------------------- | ----------- |
| 2 mai 1814 | 23 mars 1815 | Joseph Mique | Inspecteur général des bâtiments de Nancy (1783) Maire de Nancy (1814) |             |

| Période      | Période     | Identité               | Fonction précédente | Observation                              |
| ------------ | ----------- | ---------------------- | --- | ---------------------------------------- |
| 25 mars 1815 | 13 mai 1815 | Louis Bouvier-Dumolart | Auditeur au Conseil d'État Sous-préfet de Sarrebruck Préfet du Finistère Préfet de Tarn-et-Garonne Préfet de la Sarthe (Cent-Jours, non-installé) | Représentant à la Chambre des Cent-Jours |

| Période           | Période           | Identité                                               | Fonction précédente                                                                 | Observation                                      |
| ----------------- | ----------------- | ------------------------------------------------------ | ----------------------------------------------------------------------------------- | ------------------------------------------------ |
| 12 juillet 1815   | 12 août 1815      | Constantin Louis Léon, marquis de Bouthillier-Chavigny | Préfet du Var, arrêté et incarcéré au fort Lamalgue à Toulon pendant les Cent-Jours | Nommé Préfet du Bas-Rhin                         |
| 15 août 1815      | 14 septembre 1816 | Le contre-amiral Guy Pierre de Kersaint                | Préfet maritime d'Anvers                                                            | Passe à la retraite                              |
| 14 septembre 1816 | 19 avril 1820     | Nicolas-Maximilien-Sidoine Séguier de Saint-Brisson    | Préfet de la Somme                                                                  | Nommé préfet de Côte-d'Or                        |
| 21 mai 1820       | 22 septembre 1824 | Le vicomte Jean-Paul Alban de Villeneuve-Bargemon      | Préfet de la Charente                                                               | Nommé préfet de la Loire-Inférieure              |
| 22 septembre 1824 | 27 janvier 1828   | Le marquis Marie-Joseph de Foresta-Collongue           | Préfet du Finistère (Préfet de la Vendée, nomination rapporté)                      | Nommé préfet de la Vendée                        |
| 27 janvier 1828   | non-installé      | Le comte André de Biaudos de Castéja                   | Député de la Haute-Vienne Maître des requêtes au conseil d'État                     | Meurt le 11 mars 1828 avant d'entrer en fonction |
| 21 avril 1828     | 5 août 1830       | Le comte Alexandre Louis d’Allonville                  | Préfet du Puy-de-Dôme                                                               | Pension                                          |

| Période         | Période         | Identité                                     | Fonction précédente                                                     | Observation                                        |
| --------------- | --------------- | -------------------------------------------- | ----------------------------------------------------------------------- | -------------------------------------------------- |
| 5 août 1830     | 22 janvier 1831 | Stanislas-Michel-François Vallet de Merville | A été Membre de la chambre des représentants de la Meurthe, en retraite | Repasse à la retraite                              |
| 22 janvier 1831 | février 1848    | Lucien Émile Arnault                         | Préfet de Saône-et-Loire                                                | Révoqué à la Révolution française de 1848. Pension |

| Période          | Période          | Identité                                   | Fonction précédente      | Observation                                                                                            |
| ---------------- | ---------------- | ------------------------------------------ | ------------------------ | --- |
| 28 février 1848  | 9 juin           | Victor Léoutre                             |                          | Commissaire du Gouvernement                                                                            |
| 1er mars 1848    | mars-avril 1848  | Le Vicomte Charles de Ludre                |                          | Commissaire du Gouvernement Élu représentant de la Meurthe à l'Assemblée constituante le 23 avril 1848 |
| 8 mars 1848      | 31 décembre 1848 | Eugène Nicolas Lorentz                     |                          | Commissaire du Gouvernement nommé par le commissaire Léoutre Devient préfet le 2 juin 1848             |
| 31 décembre 1848 | 11 mai 1850      | Jean Adrien Brun                           | Préfet de Lot-et-Garonne | Nommé préfet d'Indre-et-Loire                                                                          |
| 11 mai 1850      | 19 juin 1854     | Alphonse Joseph Constant Bourelle de Sivry | Préfet d'Indre-et-Loire  | Devient sénateur                                                                                       |

| Période           | Période          | Identité                                                  | Fonction précédente                                                      | Observation |
| ----------------- | ---------------- | --------------------------------------------------------- | ------------------------------------------------------------------------ | --- |
| 21 juin 1854      | 5 octobre 1861   | Albert Lengle                                             | Préfet de la Meuse                                                       | Passe à la retraite |
| 5 octobre 1861    | 2 avril 1865     | Paul Marie Henri Gaston, baron de Verbigier de Saint-Paul | Directeur général du personnel et du cabinet au ministère de l'intérieur | Nommé directeur du cabinet et directeur du personnel au ministère de l'intérieur |
| 19 avril 1865     | 5 septembre 1865 | Georges Nicolas Gabriel Chamblain                         | Secrétaire général du ministère de l'intérieur et conseiller d'État      | Nommé conseiller d'État |
| 6 septembre 1865  | 23 août 1870     | Cyrille Marie Louis Podevin                               | Préfet d'Indre-et-Loire                                                  | Pension |
| 10 septembre 1870 | sans suite       | Eugène Joseph Vautrin                                     |                                                                          | Non-acceptant |
| 10 septembre 1870 | 14 avril 1871    | Nicolas Pierre Auguste Jeanson                            |                                                                          | Préfet de la Défense Nationale, nommé par Gambetta. Ne peut pas rejoindre son poste, et n'est pas installé. Arrive en mars 1871 à Nancy, remplacé le 14 avril 1871. Sera nommé en 1876 Préfet des Côtes-du-Nord |
| 10 octobre 1870   |                  | Johannes Maria von Renard, le comte Renard                |                                                                          | Préfet allemand |

#### Sources
- Étienne Léon Lamothe-Langon, Biographie des préfets : depuis l'organisation des préfectures (3 mars 1800) jusqu'à ce jour[Quand ?], Les Marchands de Nouveautés, 1826 (ISBN 978-0-543-92174-1, lire en ligne) ;
- Préfets ayant exercé un mandat parlementaire :
  - Adolphe Robert, Edgar Bourloton et Gaston Cougny, Dictionnaire des parlementaires français (1789-1891), XIXe siècle [détail de l’édition] (Wikisource) ;
- Officiers généraux devenus préfets :
  - Charles Mullié, Biographie des célébrités militaires des armées de terre et de mer de 1789 à 1850, 1852 [détail de l’édition]  ;(Wikisource) ;
  - Jean Baptiste Pierre Jullien de Courcelles, Dictionnaire historique et biographique des généraux français, depuis le onzième siècle jusqu'en 1820, L'auteur, 1821 (lire en ligne) ;
- Récipiendaires de l'Ordre de la Légion d'honneur :
  - A Lievyns, Jean Maurice Verdot et Pierre Bégat, Fastes de la Légion d'honneur : Biographie de tous les décorés accompagnée de l'histoire législative et réglementaire de l'ordre, Bureau de l'administration, 1844, 2e éd. (lire en ligne).
- Les préfets de la Meurthe (1800-1870) sur www.meurthe-et-moselle.pref.gouv.fr